# Avignoner Küche
Die Avignoner Küche (Cuisine avignonnaise) ist die Regionalküche der Stadt Avignon und Umgebung. Sie ist typisch mediterran und speziell innerhalb der provenzalischen Küche einzuordnen.
1835 erschien das erste Buch, das sich allgemein mit der südfranzösischen und speziell mit der avignonesischen Küche beschäftigte. Das Buch des jungen Pierre Chaillot war eine Sammlung von mehr als 800 Rezepten unterschiedlicher Herkunft, die aus verschiedenen Schichten der Gesellschaft zusammengetragen wurden.

## Einordnung innerhalb der mediterranen Küche

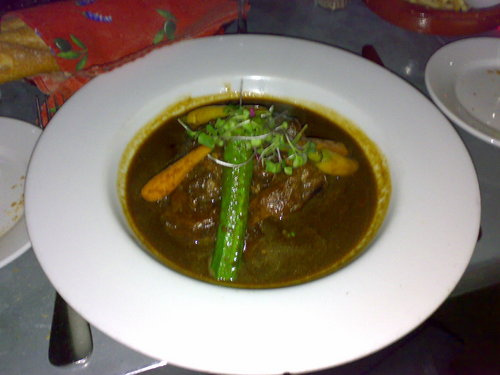
Avignonesische Daube

Die „echte“ avignonesische Gastronomie ist typisch mediterran und zeichnet sich besonders durch die Verwendung von Olivenöl, Zwiebeln und einer großen Auswahl an Gewürzkräutern aus. Die Verwendung von Oliven- oder anderem Öl ist auch typisch für die okzitanische Küche, im Gegensatz zur nordfranzösischen, in der hauptsächlich mit Butter gearbeitet wird.
Mit sehr vielfältigen Rezepten ist Avignon ebenso innerhalb der provenzalischen Küche vertreten. Es wird viel Gemüse verwendet, vor allem Hülsenfrüchte wie Linsen, Bohnen, Kichererbsen, aber auch Tomaten, Artischocken, Auberginen und Zucchini. Charakteristisch für die Provence ist die Verwendung von Getreide wie Dinkel, aber auch Gewürze wie Knoblauch und Thymian. Das typisch provenzalische findet sich in zahlreichen einheimischen Gerichten wieder, die heutzutage immer noch von den Avignonesen zubereitet werden: Daube, Aioli, Ratatouille, Dinkelsuppe etc.
Für einige Jahrhunderte war eines der Hauptmerkmale für diese Küche die quasi ausschließliche Verwendung von Hammelfleisch, das mit einer Vielzahl an Saucen zugerichtet wurde. 1784 nahm der polnische Graf Moszynski in einer Herberge von Avignon eine überaus üppige Mahlzeit ein, die aus einer Hammelsuppe, Hammelkotelettes, gekochtem Hammel, Hammelfüßen nach Art von Sainte-Menehould, einem Hammelkopf in Essig, gegrillten Hammelschwänzen und einer gebratenen Hammelbrust bestand. Er schrieb an einen Edelmann: „Alles in allem habe ich zum Abendessen ungefähr einen halben Hammel gehabt, für den man neun Livre bezahlen müsste und dessen Überreste noch drei Diener ernährt haben.“
Was das Festessen anbelangt, wird zu Heiligabend ein sogenanntes „Gros Souper“ (oder auch lo gròs sopar, lou gros soupa) zubereitet, das recht spärlich ausfällt. Es wird größtenteils mit angebauten oder wilden Kräutern und Kardonen, überbacken oder mit Weißer Sauce, dazu mit Fisch oder Schnecken zugerichtet. Zum Nachtisch gibt es die „Dreizehn Desserts“.
Innerhalb der provenzalischen Küche gehört Avignon zur Domäne von Arles und dem Comtat, die für die Zubereitung von frischem und trockenem Gemüse bekannt ist, besonders für das Tian. Das Tian ist ein ursprünglich typisch comtadinisches Gericht und besteht aus einem Gratin auf Basis von Gemüse und Olivenöl. Das Wort tian bezeichnet dabei zugleich die Auflaufform aus Terrakotta, mit der das Gratin serviert wird. Für die Küche ist auch der Trüffel (Tuber melanosporum) gut vertreten, den man z. B. auf Omelettes oder Rührei isst. Wie anderswo sind in der Küche von Arles und dem Comtat auch jüdische Einflüsse erkennbar. Zum Beispiel beim raïte (auch raita oder raito), das aus frittiertem Kabeljau besteht, in Rotwein gebraten wird und typisch jüdisch-comtadinisch ist.

Avignonesische Küche
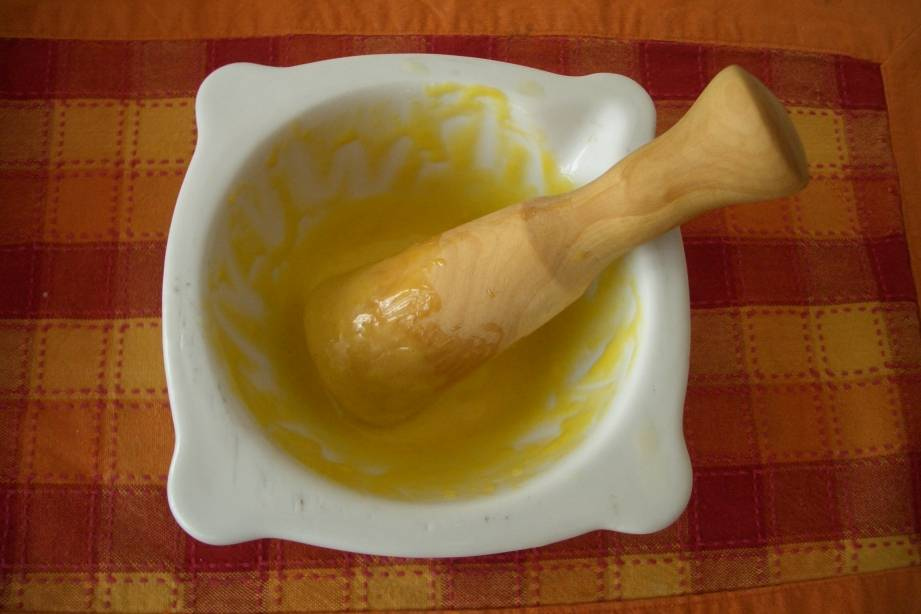
Aioli
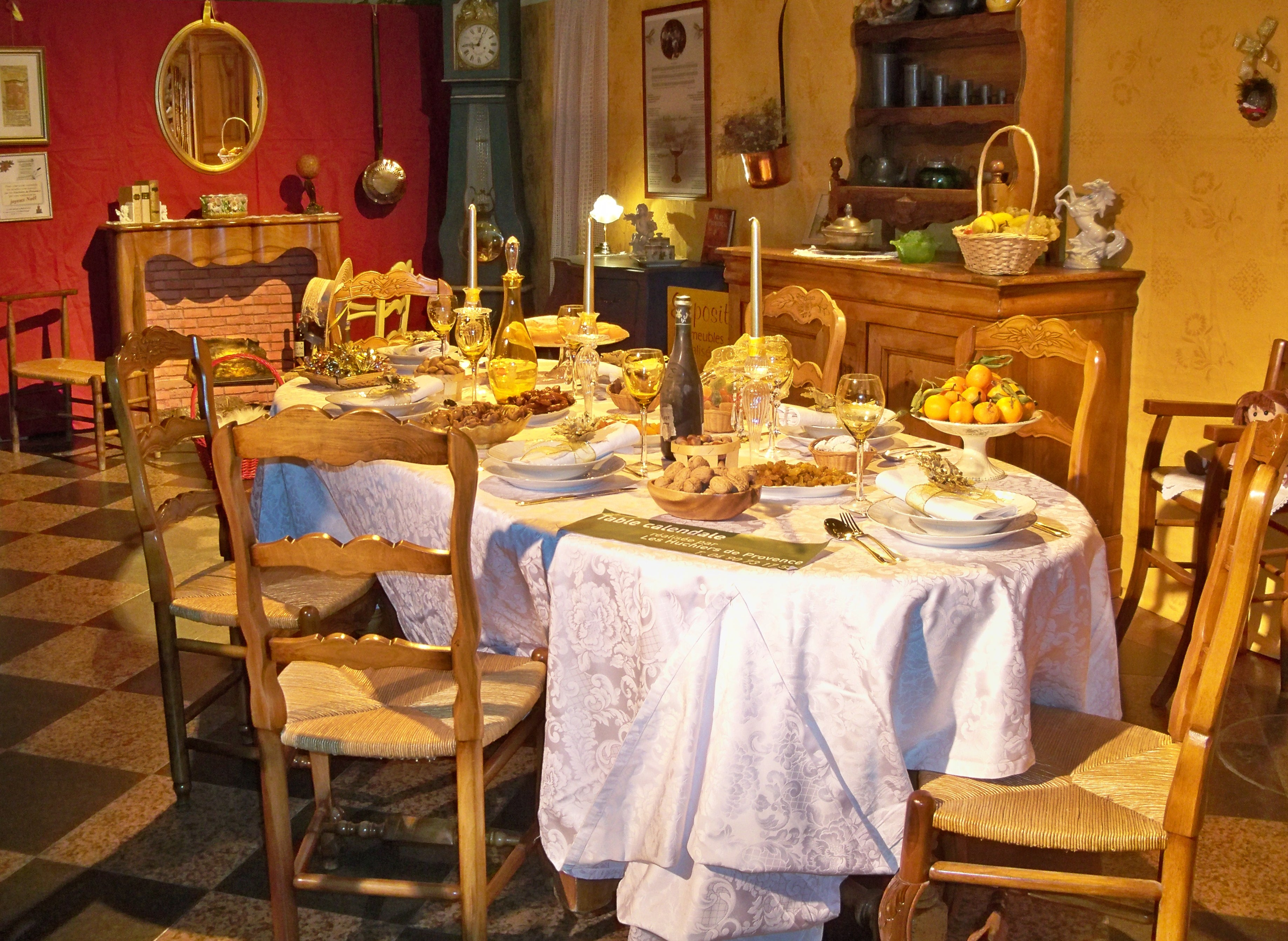
Tisch mit einem Gros Souper
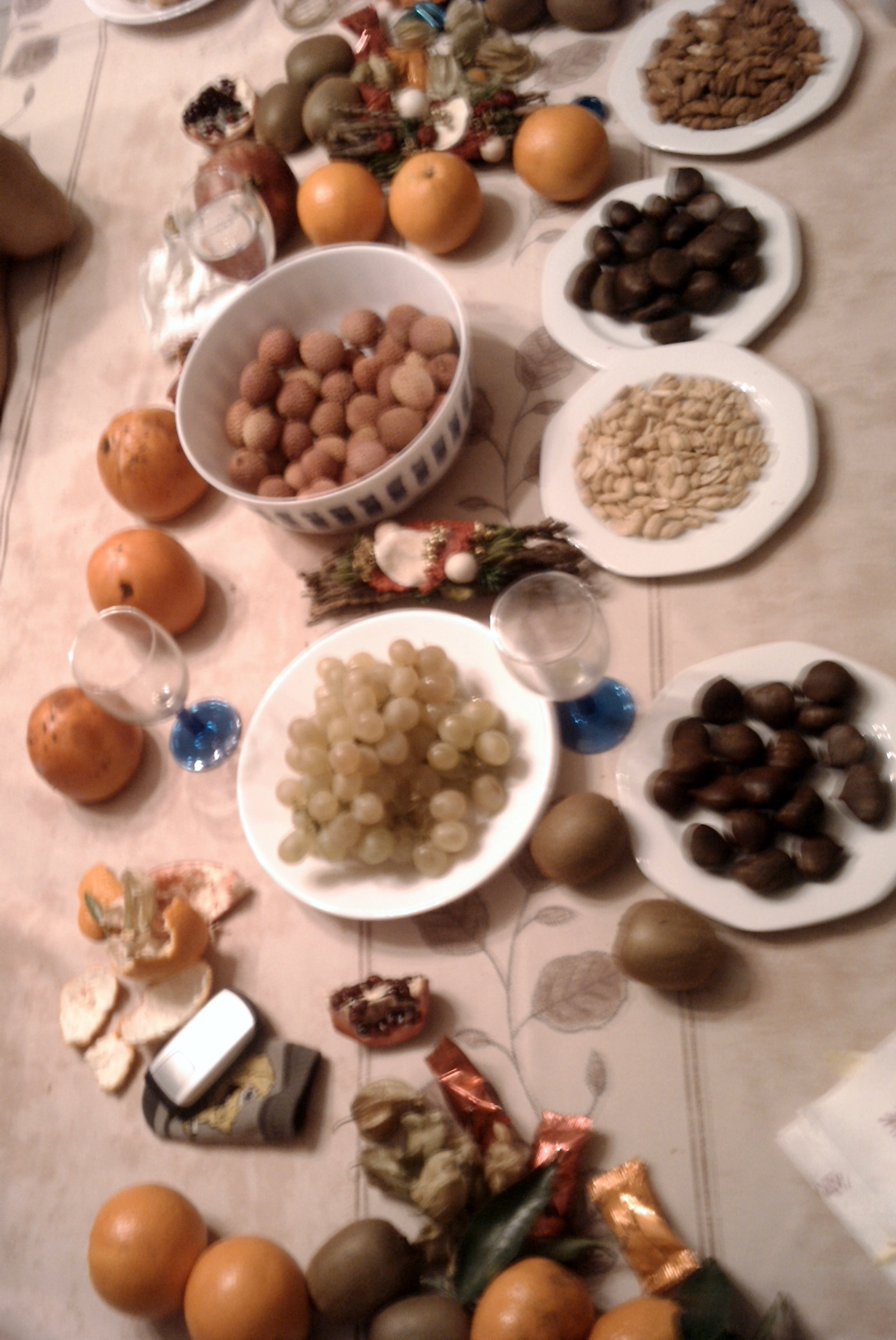
Dreizehn Desserts

## Traditionelle Spezialitäten
Es gibt mindestens vier typische avignonesische Spezialitäten, die, auch wenn sie sich nicht ausschließlich auf das Gebiet von Avignon beschränken lassen, doch eine eindeutige avignonesische Identität aufweisen. Andererseits könnten die berlingots oder berlinguettes (berlingetas, berlingueto) ein fünftes typisches Rezept darstellen. Dabei handelt es sich um hart gekochte Eier, die mit Sardellenpaste, Brot und Eigelb gefüllt sind und als Auflauf überbacken werden.

### Gedünsteter Maifisch

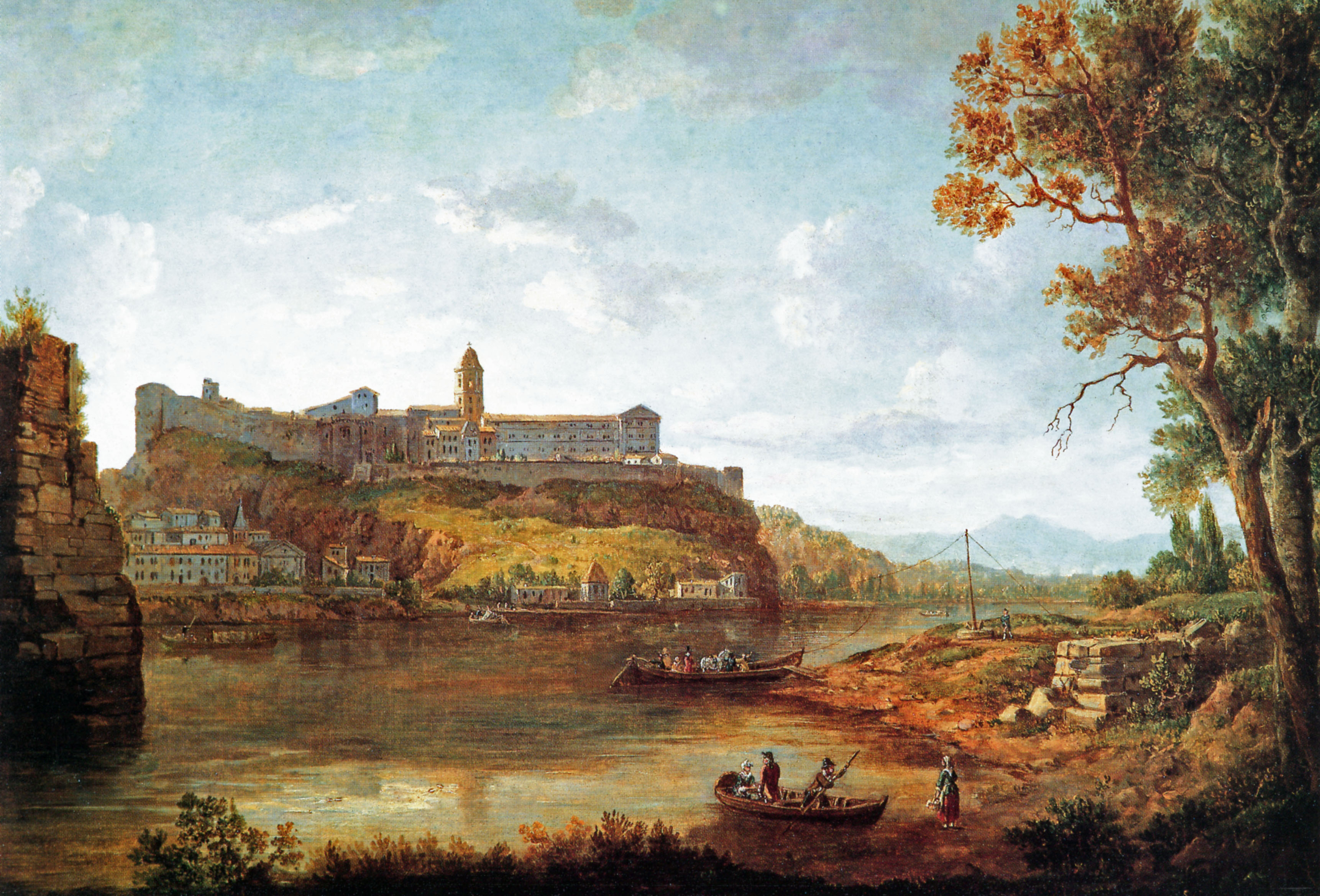
Maifisch-Angeln an den Ufern der Barthelasse-Insel, Gemälde von William Marlow (1740–1813).

Gedünsteter Maifisch (auf frz. alose à l’étouffée, alausa a l’estofada, alauso à l’estoufado) oder Avignonesischer Maifisch (alose à l’avignonnaise, alausa a l’avinhonenca, alauso à l’avignounenco) ist ein Gericht auf Basis von Fisch und Sauerampfer. Der Maifisch wird über viele Stunden gedünstet und dazu mit Sauerampfer (Rumex acetosa) oder anderen Ampferarten (provenzalisch lapaç genannt) und Alkohol oder Branntwein versehen. Die Zugabe von Alkohol und Sauerampfer „verschmelzt“ die Gräten des Fisches, der auf diese Weise sehr leicht zu essen ist. Der Maifisch ist in der Gegend um Avignon sehr selten geworden und möglicherweise aufgrund der Errichtung von Staudämmen verschwunden. Außerdem ist der Verzehr von Fisch aus der Rhône seit der Verschmutzung mit PCB mittlerweile untersagt.
Der Maifisch (Alosa alosa) ähnelt einer sehr großen Sardine und wurde in der Rhône gefangen, besonders mit Hilfe der vira-vira (oder vira-blanchard). Dabei handelte es sich um ein großes, mit einem Netz ausgestattetes Rad, das bei vielen Avignonesen noch in Erinnerung ist. Das Rad wurde mit zwei Booten östlich vor der Île de la Barthelasse installiert. Man brauchte den Fisch nur auf dem Grund von einem der beiden Boote suchen. Sowohl die vira-vira, als auch der „Maifisch mit Sauerampfer“ sind noch in vielen Gemeinden an den Rhôneufern bekannt und werden insbesondere mit Avignon in Verbindung gebracht.

### Avignonesische Daube
Die avignonesische Daube (adòba avinhonenca, adobo avignounenco) ist eine Variante der klassischen Daube. Anstelle von Ochsenfleisch wird Lamm- oder Hammelschulter genommen und mit Weißwein mariniert. Das Rezept erinnert an die Karbonade (carbonada, carbounado), die von Mistral in seinem Pouèmo dóu Rose erwähnt wird und Binnenschiffern serviert wurde. Das Rezept wurde 1950 von René Jouveau im Armana prouvençau beschrieben. Die Karbonade ist ein Gericht auf Basis von geschmortem Hammel mit Gemüse und Weißwein. Sie kann mit weißen Bohnen und Artischockenböden zubereitet werden.

### Papeton d’aubergine
Das Papeton d’aubergine ist ein typisch avignonesischer Flan auf Basis von Auberginenkaviar und Eiern. Der Name lässt sich auf die Kuchenform zurückführen, die an eine Papstkrone erinnert. Das Papeton wird mit frischem Tomatenpüree serviert. Dennoch wird es nicht im Tresor dóu Felibrige von Mistral erwähnt, die Bezeichnung ist wahrscheinlich erst später entstanden.

### Crespèu
Das Crespeou ist eine Torte aus übereinander gestapelten Kräuteromelettes und Gemüseschichten, die man kalt serviert oder mit Tomatenpüree isst. Das Rezept ist einheimisch für die Region von Avignon und wurde im gesamten Comtat Venaissin und der Provence populär.

## Moderne Spezialitäten

### Navarin en avignonnaise
Zu den Gerichten der provenzalischen Küche gehört immer das „navarin en avignonaise“, bei dem es sich um Lammragout mit Orangen, Oliven und verschiedenem Gemüse handelt.

### Papaline d’Avignon

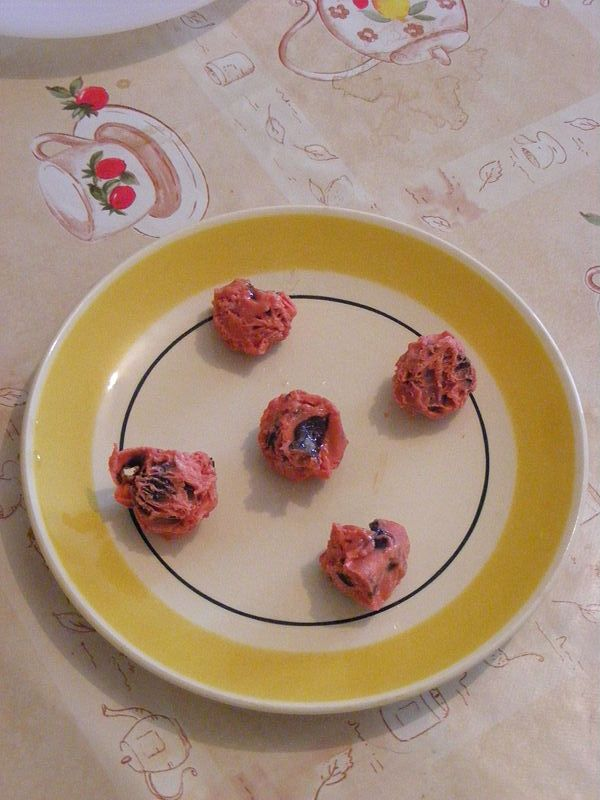
Papaline d'Avignon

Die Papaline d’Avignon ist eine Süßspeise, bestehend aus Oregano-Likör, der in zwei feine Mantel aus Schokolade eingehüllt ist. Der Name erinnert an die avignonesischen Päpste, jedoch geht die Erfindung der Papaline nicht vor 1960 zurück. Das genaue Herstellrezept des Oregano-Likörs bleibt ein Geheimnis. Er wurde 1870 erfunden und wird durch Destillierung, Einlegen und Aufguss der Pflanzen in ausgewählte Alkoholsorten erhalten, zu denen man Honig sehr hoher Qualität hinzufügt. In die Herstellung des Likörs gehen 60 Pflanzen ein, die auf Ausläufern des Mont Ventoux und auf dem umliegenden Land gepflückt werden.
72 Stunden sind nötig, um der Papaline ihre Form zu geben, die auf handwerkliche Art hergestellt und nur im Département Vaucluse verkauft wird.

## Weine und Spirituosen

### Weine

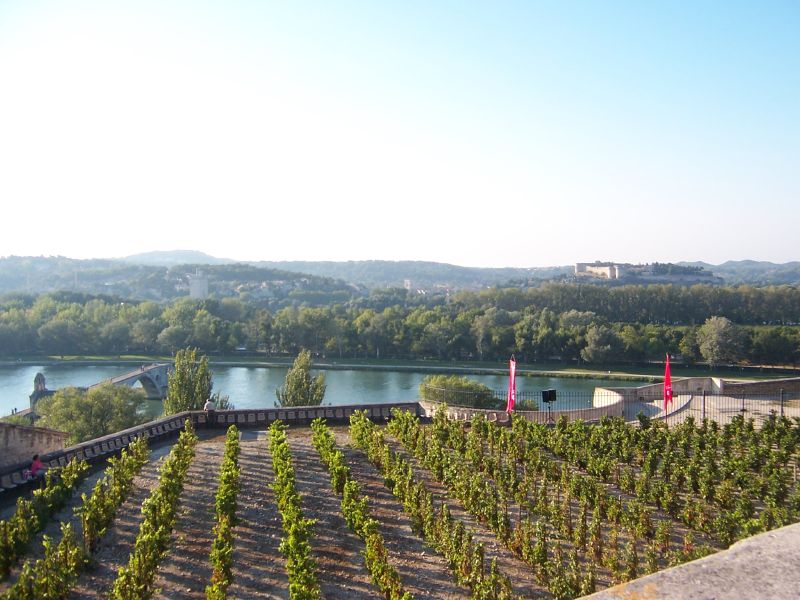
Weinberg am Rocher des Doms.

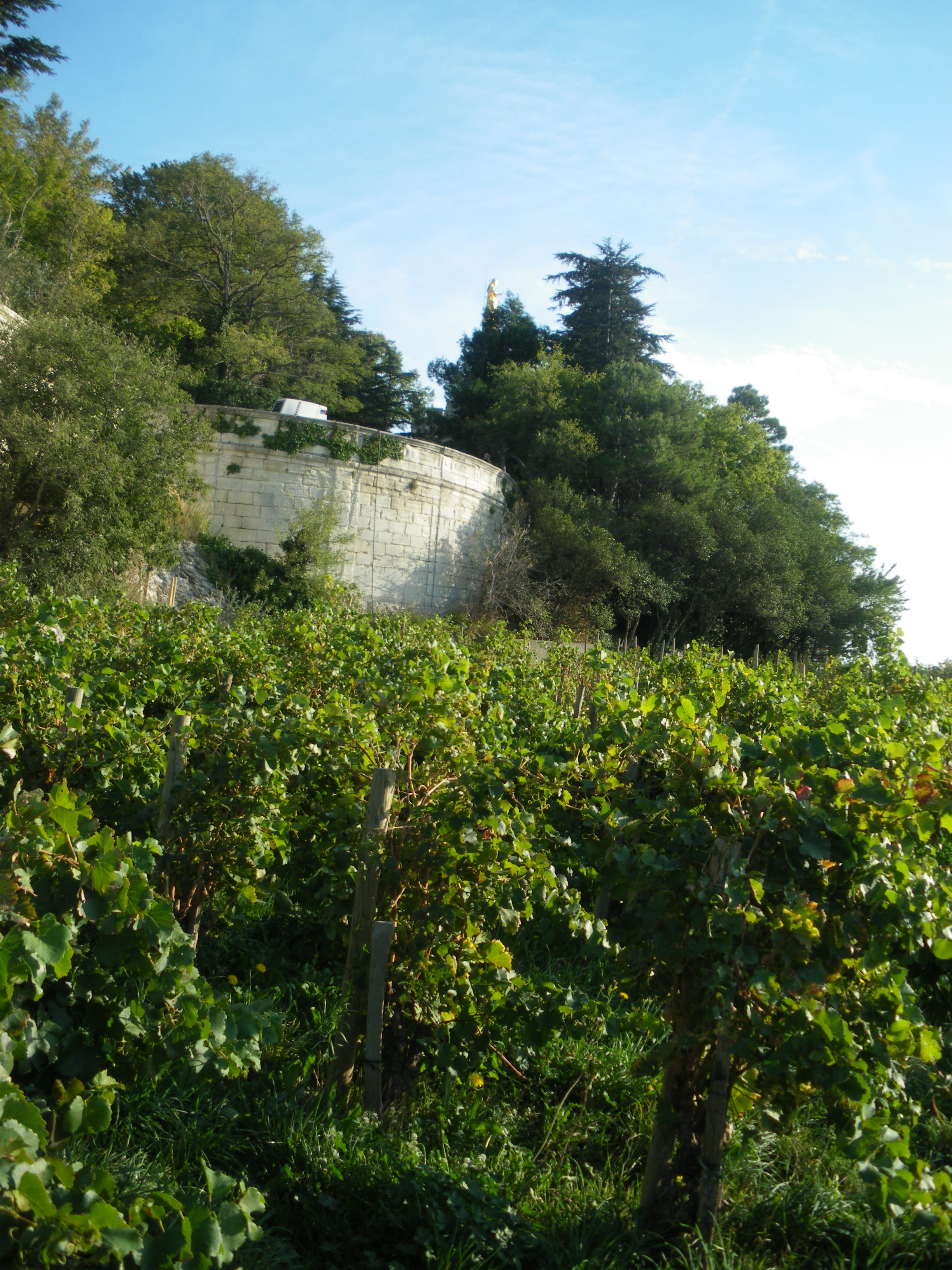
Innerstädtische Weinreben, am Fuße des Jardin des Doms.

Während der Papstzeit von Avignon war der Vinea Vespalis („Bischofsweinberg“) auf dem Plain-de-Lunel eines der berühmtesten Weinbaugebiete innerhalb der Stadtmauern. Er gehörte bis zum 11. Juli 1364 den Kanonikern von Avignon. An diesem Datum erlaubte Papst Urban V. seinen Bruder Anglic Grimoard über den Weinberg nach eigenem Willen zu verfügen. In einer Bulle autorisierte der Papst ihn, seine Vasallen auf dem Vinea Vespalis von allen steuerlichen Lasten zu befreien und enteignete das Domkapitel seiner Weinreben, um sie seinem jüngsten Bruder zu bewilligen. Die anderen Weinberge befinden sich im östlichen Stadtviertel „Grands Jardins“, einem nicht bebauten Gebiet zwischen den Stadtmauern, und im südlichen Champfleury, das 1348 als Pestfriedhof gedient hat.
Aber diese Weinreben, die als Hochreben angebaut wurden, haben lange für die Versorgung der Papststadt ausgereicht. Jeder Papst versorgte sich sowohl mit lokalen Weinsorten, als auch mit anderen Weinen, die über den Flussweg nach Avignon gekommen waren. Schließlich legte man einen Weinberg namens Grand Avignon an. Im Comtat Venaissin hatten die Weine aus Malaucène, Bédarrides, Valréas, Carpentras, Apt und natürlich aus Châteauneuf-du-Pape Vorrang. Weinberge aus dem Languedoc wie die von Saint-Gilles, Tavel, Bagnols-sur-Cèze oder Villeneuve-lès-Avignon belieferten die päpstlichen Weinkeller. In die Provence kamen Weine aus Manosque, Toulon und Saint-Rémy. Bestimmte Weinsorten kamen die Rhone hinauf- oder heruntergefahren, wie der Cante-Perdrix, der berühmte Wein aus Beaucaire, der Clos de Vougeot und der Hermitage.
Vier Jahrhunderte später erwähnte Honoré Bouche in seiner 1654 erschienenen Chorographie de la Provence, dass die Weine aus Avignon immer noch die Weinkeller des Vatikans versorgten: „Man hat dort die weißen, die roten, die strohgelben, die klaren, den Muskat, den Malvasier, und die ganz extrem guten, kräftigen und feurigen. Und ich haben in Rom gesehen, dass man einige Flaschen provenzalischen Wein als besten für die Tafel des Heiligen Vaters aufbewahrt.“
Anne-Marguerite Petit Dunoyer bestätigt in einem ihrer Briefe, dass einige dieser Weine immer noch in Avignon geschätzt waren: „Überzeugen sie sich, Madame, wenn in einem Land, das man als Insel Kythira bezeichnen könnte, wo man sich in Gelächter und Spiele flüchtet, die das Elend der Zeit aus Frankreich vertreiben, wo man gut isst, wo man Weine aus Hermitage und Cante-Perdrix trinkt, die man Götterweine nennen kann, da sie dieselben sind, die in Rom für den Gaumen des Heiligen Vaters bestimmt sind, überzeugen sie sich, sag ich, dass ich mich dann nach einem derart reizenden Land sehr sehne.“
Zurzeit erhebt Avignon Anspruch auf den Titel „Hauptstadt der Côtes du Rhône“, da die Stadt den Firmensitz der Inter Rhône im Hôtel de Rochegude innehat, die als Dachverband die Weinverbände der Côtes du Rhône und des AOC de la vallée du Rhône zusammenschließt.

### Spirituosen
1884 begann Jules-François Pernod mit der Destillation von Absinth in seiner Fabrik von Montfavet und wurde durch den Verkauf des grünen Getränkes schnell reich. Er starb 1916 im Alter von 89 Jahren. Sein Sohn und Nachfolger Jules-Félix Pernod führte 1918 die Marke Anis Pernod ein.
Origan du Comtat ist ein Likör der aus Oregano hergestellt wird und ist eine Spezialität der Destillerie A. Blachère, eine der ältesten der Provence, die in Avignon gegründet wurde.
Die Destillerie Manguin befindet sich seit den 1950ern auf der Île de la Barthelasse und stellt Obstbrände aus weißen Früchten her, vor allem aus der Williamsbirne.